# Harrie Geelen
Harrie Geelen (Heerlen, 10 januari 1939) is een Nederlands animator, dichter, illustrator, (dialoog)regisseur, (scenario)schrijver, stemacteur, tekenaar en vertaler.

## Loopbaan
Hij maakte zijn studie Nederlandse taal en letterkunde in Amsterdam niet af, trad met vrienden - onder wie zijn toekomstige vrouw - in studentencabaret Singsing op en werkte vanaf 1963 bij Joop Geesinks Dollywood als storyboardtekenaar/scenarioschrijver en vanaf 1967 bij de Toonder Studio's, waar hij scenarist, tekenfilmer, regisseur en creative director zou worden. Harrie Geelen schreef de scripts en de liedjes voor Oebele, Q & Q 1 en 2 en Kunt u mij de weg naar Hamelen vertellen, mijnheer?, vertaalde Disneyfilms (waaronder De Aristokatten, De Speurneuzen, Sneeuwwitje en de zeven dwergen, Robin Hood, Peter Pan en 101 Dalmatiërs), de animatieserie met de personages uit boeken van Beatrix Potter, en regisseerde ook de nasynchronisaties ervan, illustreerde boeken van Annie M.G. Schmidt en vrijwel alle boeken van zijn vrouw Imme Dros en alle prentenboeken van zichzelf. Bij uitgeverij Van Oorschot verschenen de roman Het Nijlpaard Ellende en de verhalenbundel Ooms en tantes, tantes en ooms.
Geelen maakte het script, tekende het draaiboek en regisseerde de soundtrack van de tekenfilm Als je begrijpt wat ik bedoel en leende zelf zijn stem aan Wammes Waggel. Voor Frank Groothof schreef hij de Nederlandse liedteksten en al dan niet in samenwerking met de acteur de scripts voor de voorstellingen Idomeneo, De toverfluit, Carmen, Fidelio, Don Carlos en -in 2011- het script en de liedteksten voor Kees de Jongen. In 2002 voltooide hij nog bij Toonder Studio's de dertiendelige trucageserie De Sommeltjes en anderhalf jaar later in dienst van de VPRO de speelfilm Annetje Lie in het holst van de nacht, naar het gelijknamige boek van Imme Dros.
Veel producties van hem bij Toonder Studio's werden bekroond op festivals in Parijs, New York en Helsinki, een commercial won een Zilveren Leeuw in Cannes. Voor theater schreef hij de musicals Sajjens Fiksjun, en De gebochelde, gebaseerd op de Klokkenluider van de Notre Dame van Victor Hugo. Deze laatste musical wordt met enige regelmaat opgevoerd door amateurtoneelgezelschappen. 
In de oorspronkelijke Nederlandstalige versie van Het Grote Verhaal van Winnie de Poeh sprak Geelen de stem van Winnie de Poeh in en nam tevens de regie voor zijn rekening. Later werd de stem van Geelen vervangen door Kick Stokhuyzen, die tot zijn overlijden in 2009 de vaste Nederlandse stem van het personage zou blijven. Over zijn medewerking aan de film vertelde hij in de internetserie Stemmen van Toen. 
Geelen werd in 2014 benoemd tot ridder in de Orde van de Nederlandse Leeuw. Deze onderscheiding ontving hij in Hilversum uit handen van burgemeester Pieter Broertjes. Broertjes zei dat Geelens kinderseries kunnen worden gerekend tot Nederlands cultureel erfgoed en omschreef Geelen als iemand die op uitstekende wijze zijn werkzaamheden heeft verricht waarbij de Nederlandse samenleving in zeer belangrijke mate is gebaat.

## Persoonlijk leven
Verbeelding en creativiteit werd er met de paplepel ingegoten in huize Geelen. Harrie Geelens vader was een boekhouder bij de Amstelbrouwerij en vertelde veel zelfbedachte verhalen. Geelens Maastrichtse moeder kwam uit een bekende familie van kopergraveurs. Harrie Geelen krijgt een katholieke opvoeding en gaat naar het Bernardinuscollege. Hij gaat naar het gymnasium en schrijft en tekent voor de schoolkrant. Geelens zus Roos is kunstenares en door haar maakt Harrie Geelen op jonge leeftijd al kennis met diverse artiesten. Als Roos trouwt met de acteur André van den Heuvel gaat ze met hem in Amsterdam wonen, en kiest Harrie Geelen in 1958 ervoor om Nederlands te studeren in Amsterdam.
Harrie Geelen leert hier Imme Dros kennen en wordt bevriend met haar. Geelen wordt lid van het Amsterdamsch Studenten Corps en richt ter gelegenheid van het lustrum van het ASC samen met Rob Starreveld, Pieter Schooneboom en Marius Aalders de cabaretgroep Sing Sing op.
Het merendeel van de liedjes van Sing Sing is door Harrie geschreven. Het cabaret heeft het karakter van een café-chantant: bijna geen conferences en uitsluitend liedjes. Als Geelen Dros uitnodigt een keer naar het cabaret te kijken, wordt zij verliefd op hem als hij -volgens Imme zeer vals- het zelfgeschreven lied Mag ik deze dans van u zingt.
Aan tekstschrijver Jaap van de Merwe verkoopt Harrie voor het eerst een liedje met de titel Dan dans ik de combo. Het lied wordt gezongen door Marjan Berk. Nog enkele jaren is Geelen medewerker, illustrator en redacteur in het corps. Hij schrijft nog een paar eenakters voor de toneelvereniging. Harrie Geelen breekt zijn studie af in 1962. Na een proefperiode als copywriter bij reclamebureau Prad, werkt hij als ideeënman en storyboardtekenaar bij de filmmaatschappij Dollywood van Joop Geesink.
In 1963 trouwt Harrie Geelen met Imme Dros. Hij illustreert haar verhalen in tijdschriften. Op de Rietveld Academie geeft Geelen les als gastdocent animatie en scenarioschrijven. Enkele leerlingen lopen jaren later stage bij Toonder Studio's om op deze manier persoonlijker en in daguren les van hem te kunnen krijgen.
In 1962 komt Geelen via een ex-collega in contact met het VARA-team, dat een show wil maken rond het talent Rob de Nijs. Als freelancer levert Geelen veel liedjes in de periode 1964-1966. In de tijd van de Rob de Nijsshow zegt Geelen zijn baan op bij Dollywood. Nu schrijft hij voor verschillende programma's, zoals Fenklup, teksten.
Gied Jaspars, die voorstellingen van Sing Sing heeft gezien, benadert Geelen met de vraag of hij wil meewerken aan een kindermusical van de VPRO. Dat wordt in 1966 de kindermusical Bah, September, onder regie van Ruud van Hemert. Voor deze musical ontvangt Geelen een Edison.
Omdat er minder werk is, gaat Geelen in 1968 weer werken bij Toonder Studio's, gevestigd in Kasteel Nederhorst. Dan is Marten Toonder al niet langer directeur. Geelen wordt aangenomen als schrijver van Tom Poesverhalen, maar na een paar maanden belandt hij op de scenario-afdeling.
Nu schrijft Geelen alleen in zijn vrije tijd voor de televisie en illustreert hij af en toe boeken.
Eind jaren 60 schrijft Geelen weer bekende televisieprogramma's. KRO-regisseur Bram van Erkel heeft plannen voor een nieuw kinderprogramma, geïnspireerd door de Amerikaanse kinderserie Sesame Street dat in Nederland dan nog niet bekend is. Van Erkel vraagt Geelen in 1968 om mee te werken aan dit programma dat Oebele zal gaan heten. Na vier seizoenen en 27 succesvolle afleveringen stopt de KRO in mei 1971 op het hoogtepunt. Productieleider René Sleven vraagt Geelen om binnen enkele weken met een nieuw voorstel voor een kinderserie te komen. Geelen komt dan met het idee van Kunt u mij de weg naar Hamelen vertellen, mijnheer?. Deze serie zal dé Nederlandse kinderserie van de jaren 70 worden. In die periode maakt Geelen ook eenmalige producties, zoals de jeugdthriller 'n Meester minder en een Sinterklaasmusical Welk liedje zal ik zingen? met Mies Bouwman.
Geelen produceert in 1972 de serie Avonturen van meneer Prikkebeen, naar het boek van Rodolphe Töpffer. De serie is een combinatie van echte mensen en animatie. In de tijd dat Geelen de serie Kunt u mij de weg naar Hamelen vertellen, mijnheer? schrijft, bedenkt hij op verzoek van Bram van Erkel nog een jeugdserie: Q & Q. Q & Q wordt in 1974 wekelijks uitgezonden. Net als Oebele en Kunt u mij de weg naar Hamelen vertellen, mijnheer? wordt Q & Q een klassieker in het genre. Het is de eerste Nederlandse jeugdserie waarin de hoofdrollen door kinderen worden vertolkt. Met een gemiddeld kijkcijfer van 3,1 miljoen staat de reeks nog steeds te boek als de bestbekeken Nederlandse jeugdserie aller tijden. Q & Q krijgt in 1976 ook nog een succesvol vervolg.
Nu heeft Geelen langzamerhand de functie van creative director gekregen bij Toonder Studio's. Dit wil zeggen dat zijn bijdrage aan films kan bestaan uit het schrijven en bedenken van scenario's, animaties, het maken van jingles en slogans, het inspreken van commentaren, het maken van stemmen bij tekenfilms, het regisseren van films en het maken van films in alle denkbare technieken, zoals live action en poppenanimatie.
Jaren later schrijft Geelen het scenario voor Nederlands eerste avondvullende tekenfilm Als je begrijpt wat ik bedoel met de figuren van Marten Toonder. Hij schrijft ook de teksten en de muziek van de liedjes en spreekt de stem in van Wammes Waggel. Harrie Geelen stapt na onenigheid op als regisseur. Nu houdt hij zich bezig met het vertalen van de Amerikaanse bijdragen voor Sesamstraat. Zelf neemt hij ook zo nu en dan een stem in de nasynchronisatie voor zijn rekening.
In 1978 regisseert en schrijft Harrie Geelen de speelfilm Pinkeltje, met de figuren uit de boeken van Dick Laan. Aart Staartjes speelt de titelfiguur.
Voor John de Mol maakt Geelen in 1983 zes afleveringen over de meidengroep Dolly Dots. Als alle zes de afleveringen af zijn en Geelen de eerste aflevering ziet, besluit hij niet langer mee te werken aan een serie met een dergelijke opzet.
Geelen werkt in het theater aan diverse voorstellingen. Voor het Amsterdams volkstoneel componeert en schrijft Harrie Geelen de musical De Gebochelde over de klokkenluider van de Notre Dame. Ook maakt Geelen de musical Sajjens Fiksjun met in de hoofdrollen Wieteke van Dort en Rob de Nijs. Met Joop Stokkermans maakt Geelen de musical Een aap om mee te praten.
Als Frank Groothof solovoorstellingen wil maken, gebaseerd op opera's, vraagt hij Geelen om samen met hem de verhalen te bewerken en de teksten te schrijven. Dit doet Geelen, en zo bewerkt hij onder andere De Toverfluit van Mozart, Fidelio van Beethoven en Carmen van Bizet. De liedteksten zijn niet bepaald vertalingen van de oorspronkelijke teksten te noemen. De voorstelling Fidelio ontvangt een internationale bekroning. Samen met de NPS en Toonder Studio's produceert en regisseert Geelen de televisiefilm Carmen & Ik, met onder andere uiteraard Frank Groothof en Porgy Franssen. De film speelt zich af in een kijkdoos. Het jeugdprogramma Het Klokhuis besteedt een hele aflevering aan de productie van deze film. In 1991 is de film klaar. De film Carmen & Ik wordt bekroond in Wenen.
In 2003 maakt Geelen in samenwerking met de VPRO de dertiendelige animatieserie De Sommeltjes, waarbij dwergen in poppenpakken spelen. Een jaar voor zijn pensioengerechtigde leeftijd en een dag nadat Geelen de laatste hand aan de serie De Sommeltjes gelegd heeft, krijgt hij te horen van de Toonderdirectie dat de eenpersoons BV waar het bedrijf hem in geplaatst heeft, failliet is. Harrie Geelen stapt hiermee naar de rechter, waar hij zijn gelijk haalt. Dit helpt echter niet en Harrie Geelen moet vervroegd met pensioen.
Wederom in samenwerking met de VPRO maakt Geelen in 2004 de televisiefilm Annetje Lie in het holst van de nacht, naar het gelijknamige boek van Imme Dros.
Geelen illustreerde niet alleen werk van zichzelf en van zijn vrouw, maar ook werk van Dolf Verroen en Hans Hagen. Het bekendst zijn wel zijn illustraties voor Het beertje Pippeloentje van Annie M.G. Schmidt, waar hij een Gouden Penseel voor ontving. In 2001 is een overzichtstentoonstelling van het werk van het echtpaar Geelen-Dros in het Letterkundig Museum in Den Haag vertoond.
Harrie Geelen en Imme Dros kregen drie kinderen, waaronder Pieter Geelen, die later het bedrijf TomTom startte.

## Prijzen (selectie)

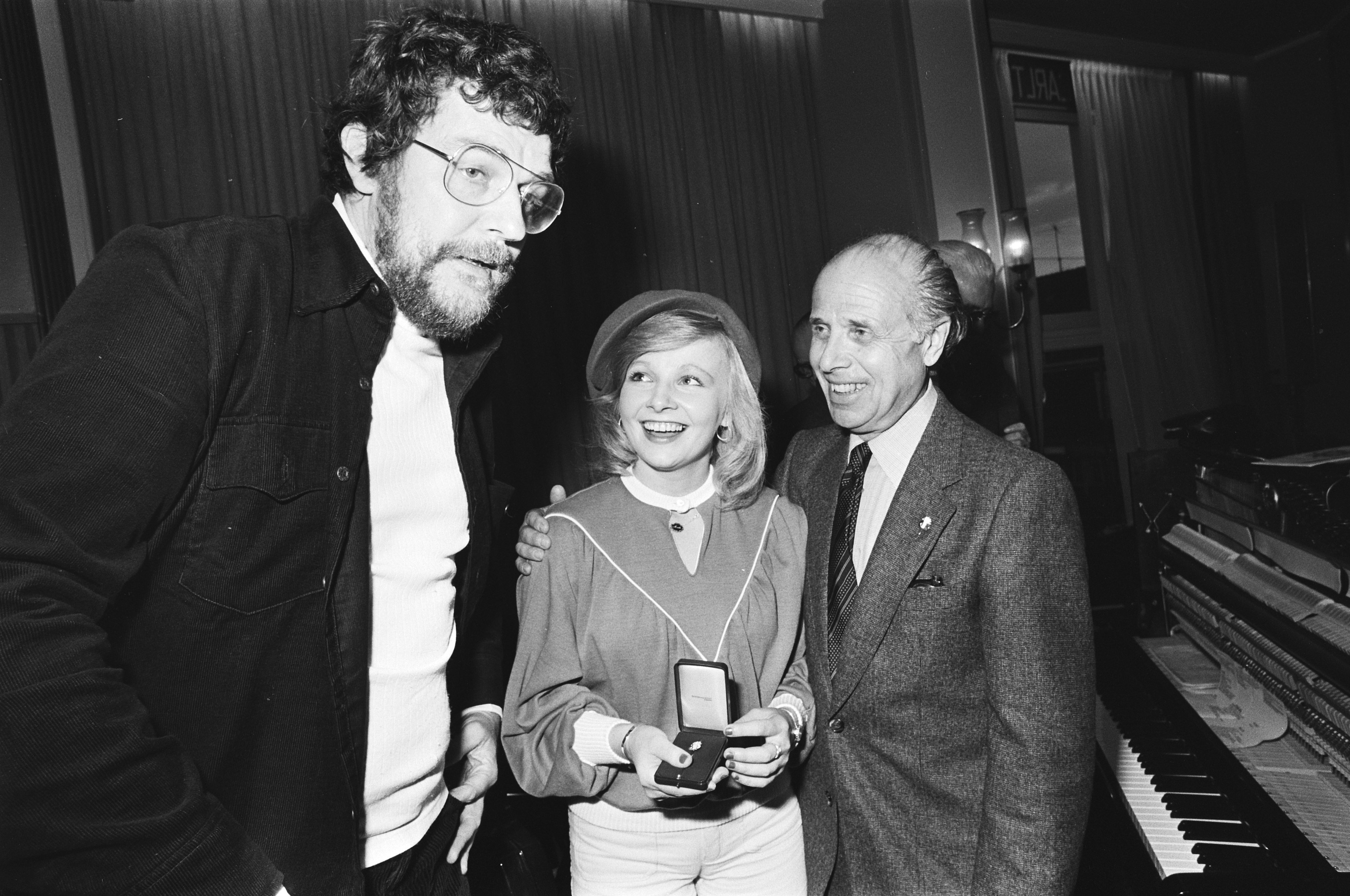
Uitreiking van de Gouden Harp 1978, Geelen (links) samen met Mieke en Harry Mildenberg.

- Edison Music Award 1967 voor de musical Bah, September
- Edison Music Award 1972 voor de televisieserie Oebele
- Gouden Harp 1978
- Gouden Kalf 1985 (Beste documentaire) voor Getekende mensen
- Joop Geesink-prijs 1985 voor Getekende mensen
- Zilveren Penseel 1992 voor de illustraties in Juffrouw Kachel van Toon Tellegen
- Zilveren Griffel 1994 voor het kinderboek Herman het Kind en de Dingen
- Gouden Penseel 1995 voor de illustraties in Het beertje Pippeloentje van Annie M.G. Schmidt
- Zilveren Griffel 1996 voor het kinderboek De plant van Jan
- Gouden Plaque 1997, een internationale prijs van de Biennial of Illustrations Bratislava voor het kinderboek Morgen ga ik naar China[4]
- Edmond Hustinxprijs voor toneelschrijvers 2000 voor zijn gehele oeuvre
- Woutertje Pieterse Prijs 2006 (samen met zijn vrouw Imme Dros) voor het geïllustreerde kinderboek Bijna Jarig
- Koninklijke onderscheiding 2014 Ridder in de orde van de Nederlandse Leeuw voor het totale oeuvre
- Zilveren Penseel 2019 voor de illustraties in Van twee ridders van de auteur Imme Dros

## Televisie en film (selectie)
- 1966 - Bah september; scenario en liedjes
- 1968 t/m 1972 - Oebele; scenario
- 1972 - Moederdag... welnee!; liedjes
- 1972 - titelsong Peppi en Kokki
- 1972 - De nieuwe avonturen van Prikkebeen; liedjes
- 1972 t/m 1976 - Kunt u mij de weg naar Hamelen vertellen, mijnheer?; scenario
- 1973 - Welk liedje zal ik zingen?; liedjes voor dit Sinterklaasprogramma
- 1974 - Een meester minder; scenario
- 1974 - Barbapapa; liedjes
- 1974 en 1976 - Q & Q; scenario van beide series
- 1977 - De Rob de Nijs Show; liedjes
- 1978 - Q & Q, de Film
- 1978 - Pinkeltje, de Film; scenario en regie
- 1983 - Getekende Mensen; animatie en regie (Gouden Kalf voor beste documentaire)
- 1983 - Als je begrijpt wat ik bedoel; regie en stem Wammes Waggel
- 1983 - Dolly Dots; scenario
- 1987 - De Ep Oorklep Show; liedjes
- 1993 - Inside Information (Grand Prix beste documentaire)
- 1994 -  'D', een film over schrijven; animatie en regie
- 1997 - Carmen & Ik (animatiefilm); animatie en regie; wordt bekroond in Wenen
- 2003 - De Sommeltjes; script, regie en design
- 2004 - Annetje Lie in het holst van de nacht, de Film; animatie en regie
- 2007 - De wereld van Pieter Konijn; vertaling en regie

## Geïllustreerde kinderboeken
- 1971 - Het paard Rudolph - Imme Dros
- 1984 - Koning Boon - Harrie Geelen
- 1989 - Roosje kreeg een ballon - Imme Dros
- 1990 - Vleugeltip - Milly Wiers
- 1990 - De O van Opa - Imme Dros
- 1990 - Sinterklaas is jarig - Imme Dros
- 1990 - Roosje kan veters - Imme Dros
- 1990 - Zo sterk als een leeuw – Dolf Verroen
- 1991 - Kerstklokje, klingelingeling - Imme Dros
- 1991 - Ik wil die! - Imme Dros
- 1991 - De wolf die tegen water praatte - Imme Dros
- 1991 - Juffrouw Kachel – Toon Tellegen (zilveren penseel)
- 1992 - Roosje moet mee - Imme Dros
- 1992 - Roosje wil dokter worden - Imme Dros
- 1992 - Toen Sjoerd naar de dierentuin ging – Harrie Geelen
- 1993 - De blauwe stoel, de ruziestoel - Imme Dros
- 1993 - Een huis vol beren – Paul Biegel
- 1993 - De jongen met de kip - Imme Dros
- 1993 - Herman het kind en de Dingen – Harrie Geelen (Zilveren Griffel)
- 1993 - Pam, palm Pasen – Miek Dorrestein met versjes van Imme Dros en Nannie Kuiper
- 1994 - Het beertje Pippeloentje – Annie M.G. Schmidt (Gouden Penseel)
- 1994 - Odysseus: een man van verhalen - Imme Dros
- 1995 - Stilte a.u.b. ik denk aan de kip – Hans Hagen
- 1995 - Beestenboel - Annie M.G. Schmidt (Venz Kinderboekenprijs voor illustraties)
- 1995 - Morgen ga ik naar China - Imme Dros
- 1996 - De huiveringwekkende mythe van Perseus - Imme Dros
- 1996 - Anne – Sofie Mileau (pseudoniem van Carry Slee)
- 1996 - Lievepop en lappenpop - Imme Dros
- 1997 - Dit is het huis bij de kromme boom - Imme Dros
- 1997 - De macht van de liefde - Imme Dros
- 1998 - Het grote avonturenboek van Roosje - Imme Dros
- 1999 - Ilios: het verhaal van de Trojaanse oorlog - Imme Dros
- 1999 - Reis naar de liefde: de mythe van het Gulden Vlies - Imme Dros
- 1999 - Zuurstok is de mooiste kleur - Imme Dros
- 2000 - Het boek van Jan – Harrie Geelen
- 2000 - Held van de twaalf taken: de mythe van Herakles - Imme Dros
- 2000 - Liefde en wat er voor doorgaat - Imme Dros
- 2001 - Zomaar was je geboren: een wiegelied - Imme Dros
- 2002 - Held van het Labyrint - Imme Dros
- 2002 - Ik wil alles wat niet mag – Annie M.G. Schmidt
- 2003 - Het mooiste boek van de wereld - Imme Dros
- 2003 - Roosje leert zwemmen - Imme Dros
- 2004 - Griekse mythen - Imme Dros
- 2004 - Roosje gaat op reis - Imme Dros
- 2005 - Het grote Annie M.G. Schmidt voorleesboek - Annie M.G. Schmidt
- 2005 - Bijna Jarig - Imme Dros
- 2006 - De groeten van de goede Sint - Imme Dros
- 2006 - Pareltjespap is voor prinsessen - Imme Dros
- 2007 - Pissebed Fred - Imme Dros
- 2008 - Mee met Aeneas - Imme Dros
- 2008 - De groeten van de goede Sint - Imme Dros
- 2009 - Naar het ziekenhuis - Imme Dros
- 2010 - Het boeboek - Imme Dros
- 2011 - Het Boek van Ella - Imme Dros
- 2012 - Zoveel als de wereld hou ik van jou - Imme Dros
- 2015 - Tijs en de eenhoorn - Imme Dros
- 2016 - Karel Appel uit de kapperszaak in de Dapperstraat - Imme Dros
- 2018 - Van twee ridders - Imme Dros
- 2018 - Van liefde en verlangen - Imme Dros
- 2019 - Van twee Vikingen - Imme Dros